# Dysaphis maritima
Dysaphis maritima är en insektsart som först beskrevs av Hille Ris Lambers 1956.  Dysaphis maritima ingår i släktet Dysaphis och familjen långrörsbladlöss. Arten är reproducerande i Sverige.

## Underarter
Arten delas in i följande underarter:
- D. m. maritima
- D. m. glabra